# Lurama
Lurama is een geslacht van vlinders van de familie Mimallonidae.

## Soorten
- L. penia (Dognin, 1919)
- L. quindiuna Schaus, 1928